# جاني ريفيرا

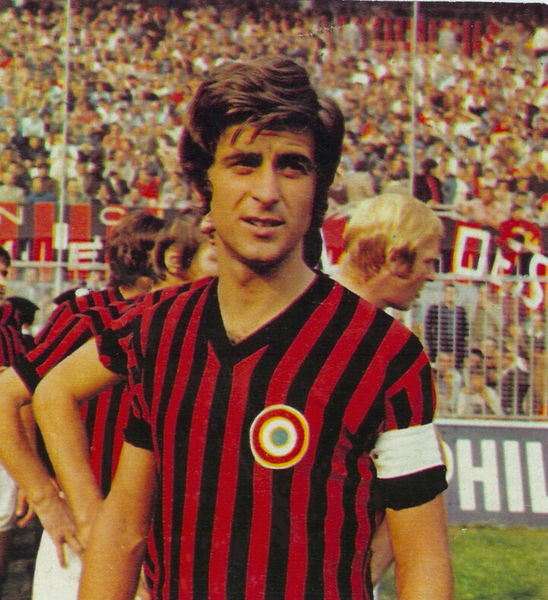
جاني ريفيرا

جَانـّي ريفيرا (ألساندريا، 18 أغسطس 1943 -)، لاعب كرة قدم إيطالي، أختير كأفضل لاعب كرة قدم أوروبي في عام 1969، وهو أحد أعظم اللاعبين الإيطاليين في التاريخ، لقب بالفتى الذهبي للكرة الإيطالية.
بدأ مسيرته الكروية مع نادي ألساندريا، وكانت أول مشاركة له في الدوري الإيطالي في تاريخ 2 يونيو 1959 أمام نادي إنتر ميلان، وكان عمره خمسه عشره سنه، لعب مع نادي ألساندريا 26 مباراة، وسجل فيها 6 أهداف، وبعدها اشتراه نادي إيه سي ميلان بمبلغ قياسي في ذلك الوقت بلغ 200,000 دولار أمريكي، وكان في السادسة عشر من عمره، وفي عام 1962 فاز مع إيه سي ميلان بأول لقب للدوري الإيطالي ، وعندما بلغ الثامنة عشر من عمره لعب لمنتخب إيطاليا لكرة القدم في كأس العالم 1962 أمام منتخب ألمانيا الغربية، وفي نفس العام تأهل الفريق إلى نهائي دوري أبطال أوروبا أمام نادي بنفيكا، لكنه خسر في ذلك النهائي بنتيجة 1-3، حصل ريفيرا على المركز الثاني في جائزة أفضل لاعب في أوروبا بعد حارس المرمى ليف ياشين.
وفي موسم 1967/1968 قاد إيه سي ميلان للفوز بالدوري الإيطالي وكأس الكؤوس الأوروبية، لعب في عام 1968 في كأس أوروبا 1968 وقاد منتخب إيطاليا لكرة القدم للفوز بكأس أوروبا، وقاد إيه سي ميلان للفوز بدوري أبطال أوروبا، حصل على مبتغاه أخيرا بعد أن فاز بلقب أفضل لاعب أوروبي في عام 1969. كان ضمن الفريق المشارك في كأس العالم 1970، حين حصل منتخب إيطاليا لكرة القدم على المركز الثاني بعد خسارته أمام منتخب البرازيل لكرة القدم في النهائي 1-4، لعب في كأس العالم 1974، انهى ريفيرا مسيرته مع منتخب إيطاليا لكرة القدم بعد هذه البطولة، بعد أن لعب للمنتخب 60 مباراة وسجل فيها 14 هدف.
ساعد إيه سي ميلان إلى الفوز بكأس الكؤوس الأوروبية، وفاز معهم بكأس إيطاليا مرتين في عام 1972 و1973، فاز ريفيرا بأخر لقب للدوري الإيطالي في عام 1979، وأنهى بعد ذلك مسيرته مع كرة القدم، لعب مع إيه سي ميلان 501 مباراة وسجل فيها 160 هدف.

## مسيرته الكروية
لعب جاني ريفيرا خلال مسيرته الاحترافية مع ناديين في واحد وعشرون موسمًا وسجل خلالها 128 هدف ضمن 528 مباراة. حيث فاز في أربعة مواسم بالكأس وفي ثلاثة مواسم بالدوري.
خاض جاني ريفيرا مسيرته مع نادي ألساندريا في موسم 1958–59 ولمدة موسمين، مشاركًا في 26 مباراة سجل خلالها 6 أهداف. ثم انتقل إلى نادي إيه سي ميلان في موسم 1960–61 ليلعب معه تسعة عشر موسمًا، حيث شارك في 502 مباراة سجل خلالها 122 هدف.

## روابط خارجية
- جاني ريفيرا على موقع الاتحاد الدولي (مؤرشف)  (الإنجليزية)
- جاني ريفيرا على موقع الاتحاد الأوربي (الإنجليزية)
- جاني ريفيرا على موقع قاعدة بيانات كرة القدم.إي يو (الإنجليزية)
- جاني ريفيرا على موقع ناشيونال فوتبول تيمز (الإنجليزية)
- جاني ريفيرا على موقع عالم كرة القدم.نت (الإنجليزية)
- جاني ريفيرا على موقع أوليمبيديا (الإنجليزية)